# Стентон (Айова)
Стентон (англ. Stanton) — місто (англ. city) в США, в окрузі Монтгомері штату Айова. Населення — 678 осіб (2020).

## Географія
Стентон розташований за координатами 40°58′52″ пн. ш. 95°6′11″ зх. д. / 40.98111° пн. ш. 95.10306° зх. д. (40.981014, -95.102951).  За даними Бюро перепису населення США в 2010 році місто мало площу 2,37 км², уся площа — суходіл.

## Демографія
Згідно з переписом 2010 року, у місті мешкало 689 осіб у 268 домогосподарствах у складі 190 родин. Густота населення становила 291 особа/км².  Було 299 помешкань (126/км²).
Расовий склад населення:
| - 99,9 % — білих |

До двох чи більше рас належало 0,1 %. Частка іспаномовних становила 0,1 % від усіх жителів.
За віковим діапазоном населення розподілялося таким чином: 21,6 % — особи молодші 18 років, 53,1 % — особи у віці 18—64 років, 25,3 % — особи у віці 65 років та старші. Медіана віку мешканця становила 48,7 року. На 100 осіб жіночої статі у місті припадало 78,5 чоловіків;  на 100 жінок у віці від 18 років та старших — 80,0 чоловіків також старших 18 років.
Середній дохід на одне домашнє господарство  становив 73 104 долари США (медіана — 61 458), а середній дохід на одну сім'ю — 77 409 доларів (медіана — 68 125). Медіана доходів становила 50 000 доларів для чоловіків та 34 318 доларів для жінок. За межею бідності перебувало 4,0 % осіб, у тому числі 5,0 % дітей у віці до 18 років та 5,0 % осіб у віці 65 років та старших.
Цивільне працевлаштоване населення становило 371 осіб. Основні галузі зайнятості: освіта, охорона здоров'я та соціальна допомога — 34,2 %, будівництво — 10,2 %, інформація — 7,8 %, виробництво — 7,5 %.